# Tuğçe Canıtez
Tuğçe Canıtez, née le 11 octobre 1990 à Konak, en Turquie, est une joueuse turque de basket-ball. Elle évolue au poste d'ailière.

## Biographie
Elle s'est formée aux États-Unis en passant d'abord deux saisons en junior college puis en rejoignant deux nouvelles années le championnat de la NAIA, où elle sera élue deux années consécutives meilleure joueuse avec en 2012-2013 des moyennes de 21,6 points et 12,5 rebonds. Elle a appris des mouvements rapides dos au panier et sait pivoyer pour aller au panier des deux mains. Elle est aussi une bonne rebondeuse tant en attaque qu'en défense.

## Clubs
- 2006-2009 :  Ceyhan Belediye
- 2009-2011 :  North Idaho College (JUCO)
- 2011-2013 :  Westmont College (NAIA)
- 2013- :   Fenerbahçe SK

## Équipe nationale
Après avoir été membre des équipes U16 (2006), U18 (2007-2008) puis U20 (2009-2010), elle est membre de l'équipe nationale turque qui dispute les qualifications des JO puis les Jeux olympiques de 2012. Elle joue l'Euro 2013 après avoir participé aux qualifications de celui de 2011 mais sans disputer alors la phase finale.

## Palmarès
- Nommée meilleure joueuse NAIA 2012 et 2013[1]
- Médaille de bronze au championnat d'Europe 2013 en France